# Vittorino Calloni
Vittorino Calloni (Dairago, 23 settembre 1938 – Busto Arsizio, 18 gennaio 2004) è stato un calciatore e allenatore di calcio italiano, di ruolo centrocampista.

## Carriera

### Giocatore
Mediano cresciuto nella Pro Patria, disputa con il club lombardo dieci campionati consecutivi, di cui sette in Serie B, categoria raggiunta al termine del campionato di Serie C 1959-1960.
Lasciata la Pro Patria, si trasferisce al Novara dove disputa altri due campionati di seconda divisione e, dopo un anno al Lecco, torna al Novara con cui vince il campionato di Serie C 1969-1970 e disputa le sue ultime due stagioni da calciatore in Serie B.
In carriera conta anche una presenza con la Nazionale di calcio dell'Italia B ad aprile 1965 contro la Francia.

### Allenatore
Allena il Novara nella seconda parte della stagione 1976-1977 e nella prima parte del 1981-1982, la Pro Patria in Serie C2 per due anni, l'Iris Borgoticino ed il Verbania.

## Palmarès

### Giocatore

#### Competizioni nazionali
- Serie C: 2

Pro Patria: 1959-1960
Novara: 1969-1970